# Cyathea halconensis
Cyathea halconensis är en ormbunkeart som beskrevs av Christ. Cyathea halconensis ingår i släktet Cyathea och familjen Cyatheaceae. Inga underarter finns listade.